# Bénézet van Avignon
Bénézet van Avignon (ook Bennet, Bénédet, Benedictus of Bénézettus) van Avignon in Frankrijk is een 12de-eeuwse heilige (ca. 1165-1184) in de Rooms-Katholieke Kerk aan wie de bouw van de Pont Saint-Bénézet, beter bekend als de Pont d'Avignon, wordt toegeschreven. Bénézet wordt beschouwd als de stichter van de Broederschap van bruggenbouwers. Aangenomen wordt dat Bénézet een provencaalse verbastering is van Benedictus.

## Legende
Bénézet werd rond 1165 geboren en werd herder. Reeds op zeer jonge leeftijd leidde hij een godsvruchtig leven. Uit liefdadigheid voor de vele pelgrims die bij het oversteken van de Rhône verdronken, besloot hij in Avignon een brug over de snelstromende rivier te bouwen. Volgens de overlevering kreeg hij deze opdracht van God in een visioen in het jaar 1177. Tijdens zijn werk aan de brug zouden engelen over zijn kudde waken. Aanvankelijk werd zijn plan door de burgers van de stad weggehoond, maar nadat hij eigenhandig de eerste, loodzware steen had gelegd, gebeurden er allerhande mirakelen, waardoor hij uiteindelijk ook de steun kreeg van de kerkelijke overheden en rijke sponsors. Zij zouden zich later verenigen in de Broederschap van bruggenbouwers.
Bénézet stierf op 19-jarige leeftijd alvorens de brug werd voltooid. Uit eerbied werd hij op de brug bijgezet in het kapelletje gewijd aan Sint-Nicolaas van Myra, patroonheilige van onder anderen de zeelui. Toen de slecht onderhouden brug in 1669 gedeeltelijk instortte, werd ook zijn doodskist weggespoeld. Toen die werd teruggevonden en geopend, bleek het lijk van Bénézet ongeschonden. De relikwieën werden overgebracht naar de kathedraal van Avignon en nadien naar de kerk van Sint-Didier. 

## Verering en cultuur
Bénézet van Avignon is de patroonheilige van de ingenieurs en de bruggenbouwers. Zijn feestdag valt op 14 april. Zijn brug werd vereeuwigd in het liedje Sur le pont d'Avignon. Een aan hem gewijde kapel bevindt zich tussen de tweede en derde boog en vormt een veel bezocht bedevaartsoord voor pelgrims. Het is gebouwd in romaans-provencaalse stijl.

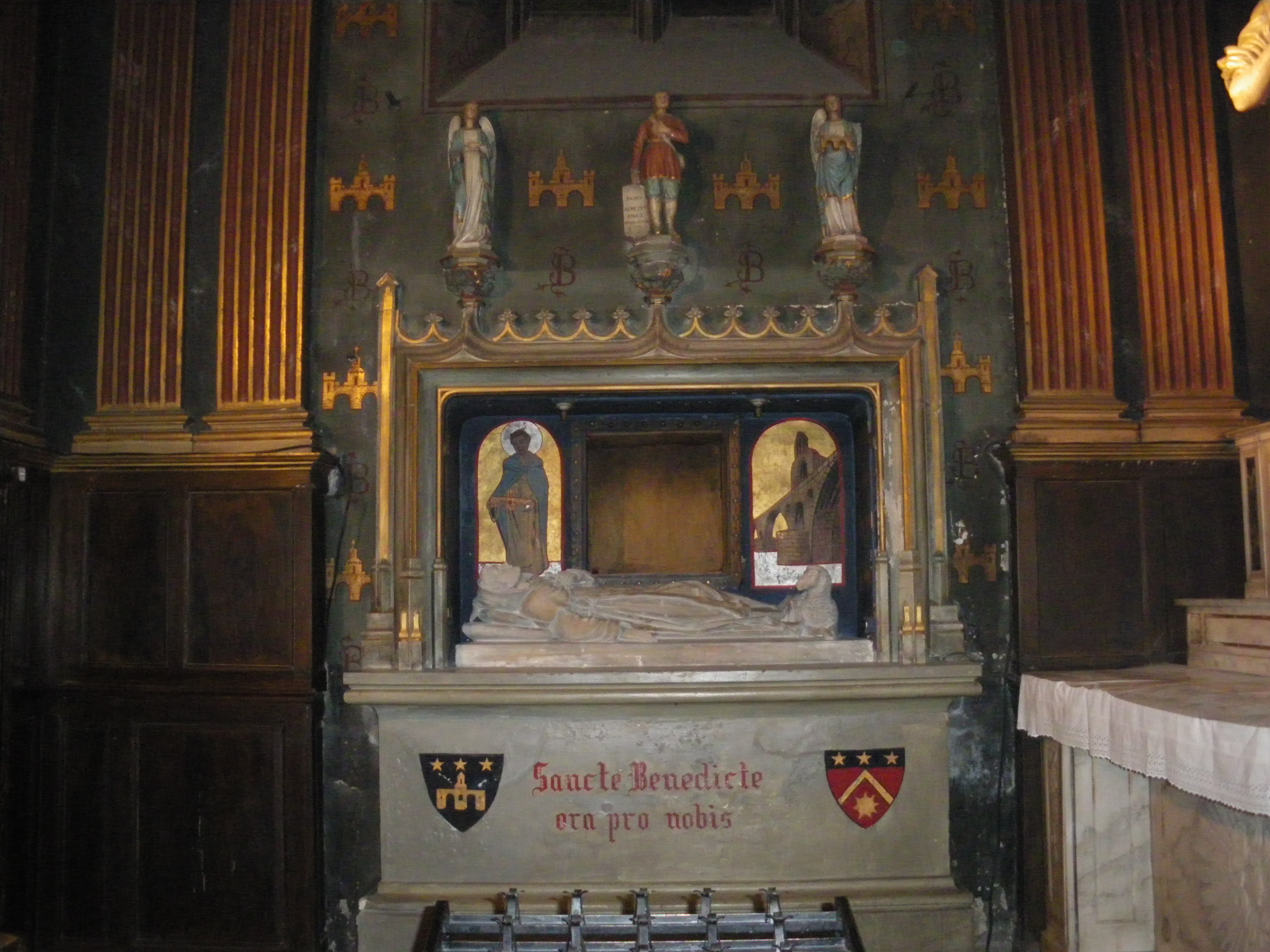
Graf gewijd aan Bénézet in de kerk van Saint Didier

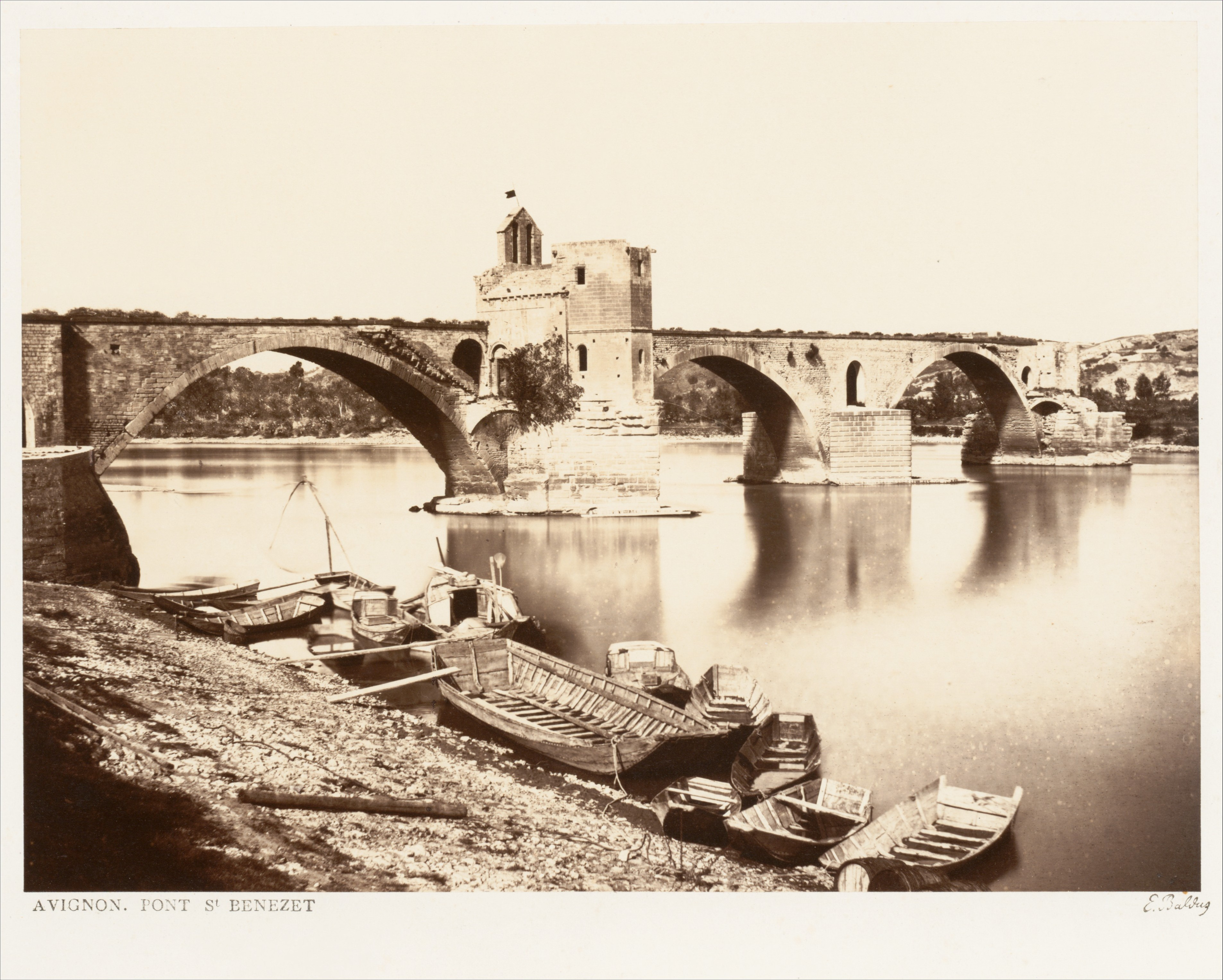
Pont Saint-Bénezet-Denis